# Ustream
Ustream (произн. «Юстри́м») — веб-сайт (по сути, социальная сеть), на котором пользователи могут транслировать свои видео в Интернет в режиме реального времени. Сайт был основан в 2006 году и находится под управлением одноимённой частной компании. Кроме этого, на базе разработанной ею технологической платформы компания Ustream предоставляет услуги по организации потокового вещания для бизнеса.
На февраль 2010 года у сайта было 2 миллиона зарегистрированных пользователей. Причём по данным Quantcast число уникальных посетителей выросло с 20 миллионов в 2009 до 50 миллионов в июне 2010 года.